# Puebla del Maestre
Puebla del Maestre est une commune d’Espagne, dans la province de Badajoz, communauté autonome d'Estrémadure.